# Lajos Keresztes
Lajos Keresztes (n. 30 aprilie 1900, Comitatul Odorhei, Regatul Ungariei – d. 9 august 1978, Budapesta, Republica Populară Ungară) a fost un luptător ce a reprezentat Ungaria, medaliat olimpic. A participat la 2 ediții ale Jocurilor Olimpice (1924, 1928) în care a câștigat o medalie de aur și o medalie de argint.